# Емануел-Франсоа-Йозеф Баварски
Емануел-Франсоа-Йозеф Баварски (на немски: Emmanuel-François-Joseph de Bavière; * 17 май 1695; † 2 юли 1747) е баварски граф, маркиз де Вилясерф, висш офицер и политик при крал Луи XV от Франция, щатхалтер в Перона (Пикардия), испански гранд.

## Живот
Той е извънбрачен син на Максимилиан II Емануел (1662 – 1726) от династията Вителсбахи, курфюрст на Курфюрство Бавария, и неговата метреса Агнес Франсоаз Ле Лушие, графиня Арко (1660 – 1717, Париж). Полубрат е на Карл VII Албрехт (1697 – 1745), римско-немски император и курфюрст на Бавария.
Максимилиан II Емануел легитимира своя син на 20 ноември 1695 г. като Eques Bavariae. Емануел-Франц-Йозеф получа образование и по време на изгнанието живее в неговия двор от 1706 до 1715 г. Той е номиниран за граф на Бавария (Comte de Bavière) и получава сумата от 400 000 ливри, чрез доходите от Графство Хаг.
Около 1710 г. Емануел-Франц-Йозеф е един от множеството любовници на Луиза Анна дьо Бурбон-Конде, род. Мадмоазел дьо Шароле (1695 – 1758). През 1725 г. той се жени за Мари-Луиз-Розали Фелипо (1714 – 1734). На 4 април 1725 г. баща му му завещава баварския герб и правото да се „натурализира като французин“, за да подобри позицията си във френския двор. Освен това той притежава дворец Сен-Клу близо до Париж, с годишна рента от 10 000 гулги.
- „Мадмоазел дьо Шароле“
- Дворец Сен-Клу близо до Париж

Емануел-Франц-Йозеф участва във Войната за Испанското наследство. Той е пратеник на Франция в императорския двор в Мюнхен. След смъртта на съпругата му Мари той се жени за втори път през 1736 г. за своята племенница графиня Мария Йозефа Каролина Баварска графиня фон Хоенфелс (1720 – 1797), незаконна дъщеря на полубрат му император Карл VII Албрехт и любовницата му Мария Каролина Шарлота фон Ингенхайм. Тя е сестра на граф Франц Лудвиг фон Холнщайн (1723 – 1780).
През 1742 г. той е губернатор на Прага. От 1743 до 1745 г. е посланик в императорския двор във Виена. През 1745 г. той е губернатор на Перона, Руа и Мондидие.
Емануел-Франц-Йозеф е убит на 2 юли 1747 г. в битката при Лауфелд, последното голямо сражение през Войната за австрийското наследство.

## Деца
Емануел-Франц-Йозеф и Мария Йозефа Каролина Баварска имат една дъщеря:
- Мария Амелия Каролина Йозефа Франсоаз Ксавиера де Бавиèре (1744 – 1820), Comtesse de Hohenfels, Marquise de Villacerf, омъжена 1761 г. за маркиз Арман д'Отфор (1741 – 1805)